# Naoya Okane
Naoya Okane (岡根 直哉 Okane Naoya?, nacido el 19 de abril de 1988 en Osaka) es un futbolista japonés que se desempeña como defensa.

## Trayectoria

### Clubes
| Club              | País  | Año         |
| ----------------- | ----- | ----------- |
| Shimizu S-Pulse   | Japón | 2011 - 2013 |
| Montedio Yamagata | Japón | 2012        |
| Tochigi SC        | Japón | 2014        |
| FC Gifu           | Japón | 2015 - 2016 |
| SC Sagamihara     | Japón | 2017        |

## Estadística de carrera

### J. League
| Club              | Año   | J. League | J. League | Copa J. League | Copa J. League | Total | Total |
| Club              | Año   | Part.     | Goles     | Part.          | Goles          | Part. | Goles |
| ----------------- | ----- | --------- | --------- | -------------- | -------------- | ----- | ----- |
| Shimizu S-Pulse   | 2011  | 1         | 0         | 1              | 0              | 2     | 0     |
| Montedio Yamagata | 2012  | 8         | 0         | -              | -              | 8     | 0     |
| Shimizu S-Pulse   | 2013  | 3         | 0         | 0              | 0              | 3     | 0     |
| Tochigi SC        | 2014  | 26        | 2         | -              | -              | 26    | 2     |
| FC Gifu           | 2015  | 34        | 3         | -              | -              | 34    | 3     |
| FC Gifu           | 2016  | 31        | 1         | -              | -              | 31    | 1     |
| SC Sagamihara     | 2017  | 30        | 0         | -              | -              | 30    | 0     |
| Total             | Total | 133       | 6         | 1              | 0              | 134   | 6     |